# Condado de Wołów
Condado de Wołów (polaco: powiat wołowski) é um powiat (condado) da Polónia, na voivodia da Baixa Silésia. A sede do condado é a cidade de Wołów. Estende-se por uma área de 675 km², com 47 575 habitantes, segundo o censo de 2005, com uma densidade de 70,48 hab/km².

## Divisões admistrativas
O condado possui:
Comunas urbana-rurais: Brzeg Dolny, Wołów
Comunas rurais: Wińsko
Cidades: Brzeg Dolny, Wołów

## Demografia
População (dados de 30 de Junho de 2005):
|          | Total   | Total | Mulheres | Mulheres | Homens  | Homens |
| -------- | ------- | ----- | -------- | -------- | ------- | ------ |
|          | pessoas | %     | pessoas  | %        | pessoas | %      |
| Total    | 47 575  | 100   | 24 357   | 51,2     | 23 218  | 48,8   |
| Cidades  | 25 121  | 100   | 13 073   | 52       | 12 048  | 48     |
| Povoados | 22 454  | 100   | 11 284   | 50,3     | 11 170  | 49,7   |